# محمد معروف جمهور
محمد معروف جمهور (زادهٔ ۲ ژوئیهٔ ۱۹۹۳) یک بازیکن فوتبال اهل افغانستان است.
از باشگاه‌هایی که در آن بازی کرده‌است می‌توان به باشگاه فوتبال طوفان هریرود و باشگاه فوتبال قهرمانان میوند اشاره کرد.
وی همچنین در تیم ملی فوتبال افغانستان بازی کرده‌است.